# Serilophus
Serilophus es un género de aves paseriformes perteneciente a la familia Eurylaimidae que agrupa a especies propias de Asia.

## Especies
De acuerdo a las clasificaciones de la Taxonomía de Clements, el género agrupa las siguientes dos especies:
- Serilophus lunatus
- Serilophus rubropygius